# Raimo Veranen
Raimo Eero Edvard Veranen (født 27. juli 1942 i Helsinki, død 4. december 2011) var en finsk-dansk billedhugger.
Veranen studerede ved Helsinki Universitet og blev assistent hos professor Robert Jacobsen i København. Han var lærer ved Det Kongelige Danske Kunstakademi, afdelingen for mur- og rumkunst 1983-86. I sine skulpturer, som tilhører modernismen, skildrede han ofte kvindekroppen i et stiliseret, men ikke abstrakt formsprog.
Veranen var medlem af Billedkunstnernes Forbund, kunstnersammenslutningen Den Gyldne samt TML og STS (Kunstnerforbundet i Finland). Han blev ridder af Finlands Løves Orden 1998.
Han var aktiv til det sidste og døde i 2011. Han blev begravet fra Garnisons Kirke.